# Afrostyrax lepidophyllus
Afrostyrax lepidophyllus är en tvåhjärtbladig växtart som beskrevs av Mildbraed. Afrostyrax lepidophyllus ingår i släktet Afrostyrax och familjen Huaceae. Inga underarter finns listade i Catalogue of Life.